# PachaTV
PachaTV fue un canal de televisión privado español, de pago, producido por Chello Multicanal en acuerdo con la cadena de discotecas y tiendas Pachá. Su programación se centraba en la emisión de videos musicales.
Debido a la adquisición por parte de multicanal de Teuve, propietaria de Pacha TV, esta decidió cesar las emisiones de Pacha TV, por lo que el 31 de julio de 2010, Pacha TV dejó de emitir en ONO, Euskaltel y Orange TV.